# La vida... es un ratico
La vida... es un ratico è il quarto album del cantante colombiano Juanes, pubblicato nel 2007.

## Tracce
1. No creo en el jamás
2. Clase de amor
3. Me enamora
4. Hoy me voy
5. La vida es un ratico
6. Gotas de agua dulce
7. La mejor parte de mí
8. Minas piedras (feat. Andrés Calamaro)
9. Tú y yo
10. Báilala
11. Difícil
12. Tres
13. Bandera de manos (feat. Campino)

Bonus tracks
- Bandera de manos
- La camisa negra (Australian Edition)
- Falsas palabras (iTunes Pre-Order)

## Classifiche
| Classifica (2007) | Posizione massima |
| ----------------- | ----------------- |
| Austria           | 34                |
| Belgio (Fiandre)  | 74                |
| Belgio (Vallonia) | 46                |
| Ecuador           | 3                 |
| Finlandia         | 14                |
| Francia           | 21                |
| Germania          | 11                |
| Messico           | 2                 |
| Paesi Bassi       | 20                |
| Portogallo        | 30                |
| Spagna            | 1                 |
| Stati Uniti       | 13                |
| Svezia            | 60                |
| Svizzera          | 3                 |